# Трояновский, Евгений Иванович
Евге́ний Ива́нович Трояно́вский (27 апреля [9 мая] или 28 апреля [10 мая] 1854 — не ранее 16 марта 1920) — российский военный, чиновник, общественный деятель. Полицмейстер Калуги (1886—1912), калужский губернский тюремный инспектор (1912—1917). Почётный гражданин города Калуги.

## Биография
Выходец из смоленских дворян шляхетского происхождения. Вместе с женой и двумя сыновьями внесён в Дворянскую родословную книгу Калужской губернии 11 июля 1897 года.
В 1874—1876 годах учился во 2-м Константиновском военном училище, после окончания которого портупей-юнкером  в мае 1876 года был зачислен в августе в 5-ю батарею артиллерийской бригады. Через полгода стал командиром 2-го дивизиона 6-й батареи, в конце 1877 года был произведён в подпоручики, в 1878 году — в поручики, затем утверждён в должности бригадного адъютанта 2-й запасной артиллерийской бригады. 15 мая 1883 года получил звание штабс-капитана и полгода командовал 40-м дивизионным летучим артиллерийским парком Московского военного округа.
Оставил военную службу из-за проблем со здоровьем. 29 марта 1886 года обратился с докладной запиской к калужскому губернатору К. Н. Жукову:

Желая занять вакантное место <…> Полицмейстера, представляю при этом копию с послужного моего списка, покорнейше прошу распоряжения Вашего Превосходительства об определении на упомянутую должность. Жительство имею в г. Калуге на Облуповской улице в доме Афончикова.

25 апреля 1886 года Жуков подписал распоряжение № 1610:

Калужскому Губернскому Правлению. Назначить сего числа находящегося в отпуску без содержания впредь до перечисления в запас армии Артиллерии Штабс-Капитана Трояновского, согласно его ходатайству, исправляющим должность Калужского полицмейстера.

В начале 1900-х годов в подчинении Трояновского находились помощник и секретарь, три пристава с помощниками, 12 околоточных надзирателей, 20 старших и 80 младших городовых.
Занимал должность калужского полицмейстера до 1912 года в течение 26 лет — дольше, чем кто бы то ни было на этой должности. С 1912 по 1917 год был калужским губернским тюремным инспектором.
Значительную часть свободного от основных обязанностей времени посвящал общественной работе. Как член Общества помощи бедным в 1891 году организовал столовую для неимущих близ Пятницкой богадельни. Побывавший в Калуге в 1911 году новгородский губернатор Ф. И. Кадобнов писал:

В этом благом учреждении имя Евгения Ивановича ежеминутно на устах, он и тут успевает быть отцом и покровителем. Побывав в этой столовой, я был приятно поражен царящим в ней порядком и чистотой, до мелочей видна хозяйственная распорядительность и при этом не упущена и гигиеническая сторона, как, например, снабжение каждого посещающего столовую бедняка отдельно весьма приличною металлическою с двумя отделениями мискою для получения пищи, и эта миска после обеда обмывается горячей водою. <…> Бывал я во многих столовых других городов, но нигде не встречал такой сердечной заботливости, простирающейся до мелочей в жизненной обстановке. Показного везде масса, а мелочи игнорируются, а они-то собственно и руководят жизнью.

Как член правления Попечительства над калужским Работным домом так организовал работу в кузнечной, слесарной, столярной и других мастерских, что они успешно конкурировали с лучшими частными предприятиями города.
Постоянно занимался озеленением Калуги. Собственноручно посадил тополя на Молотковской, Шевырёвской и Масленниковской улицах (позже — улица Дзержинского). Устроил сквер у Мясных рядов на месте рва; сад при губернаторском доме, на пустыре около собора. Посадил берёзы вдоль зданий казённых присутственных мест, разбил бульвар от городской Управы до Плац-Парадного места. Сохранилось высказывание об этой его деятельности одного из калужских обывателей:

Он с самого раннего утра, как только выберется свободная минута от прямых своих обязанностей, глядишь, где-нибудь уже садит деревья, сам держит дерево и показывает рабочим, как следует заваливать землёю; вот таким образом и украсил Калугу.

Во время Февральской революции в 20-х числах февраля 1917 года был арестован в Калуге и отправлен из калужской тюрьмы в Москву в связи с делом калужского заводчика А. З. Грибченкова, подозреваемого в мошеннических операциях при выписке железа через посредство военно-промышленного комитета, председателем которого в своё время был Трояновский. Новая газета «Калужский республиканец» по этому поводу сообщала, что «никакой политической вины за Трояновским не найдено»; он был освобождён в Москве из-под стражи. Был уволен с должности тюремного инспектора и с августа 1917 года некоторое время работал в Москве заведующим книжным складом издательства журналов «Светлячок» и «Путеводный огонёк». В 1920 году Трояновского снова арестовали по обвинению в попустительстве в годы первой русской революции Союзу русского народа («не принял надлежащих мер к ликвидации этих банд»). В это время Трояновский работал контролёром в Главугле, и уполномоченный Главного угольного Комитета Ф. Ушков за него поручился: «Ввиду очевидности полной безопасности для Советской Власти 65-летнего Трояновского вполне охотно даю мое согласие на поручительство за означенного Трояновского». 15 марта 1920 года Трояновский был освобождён. Дальнейшая его судьба неизвестна.

### Семья и родственные связи
- Братья:
  - Иван Иванович Трояновский (1855—1928), российский врач (терапевт, хирург), коллекционер русской живописи, ботаник-любитель, садовод, общественный деятель.
  - Константин Иванович Трояновский (около 1861 — ?). В 1885 году был непременным заседателем Дорогобужского уездного полицейского управления в Смоленской губернии. Имел семерых детей, один из которых, Михаил, стал известным советским актёром.
- Жена — Мария Болеславовна Трояновская (урождённая Арендт; ?—?), дочь покойного штабс-капитана.
- Дети:
  - Владимир Евгеньевич Трояновский (1878—1911). После семи классов Калужской гимназии определился рядовым в 10-й драгунский Ново-Троицко-Екатеринославский Генерал-Фельдмаршала князя Потёмкина Таврический полк. Оттуда был командирован в Тверское кавалерийское училище, после окончания которого служил корнетом в 26-м драгунском Бугском полку. В 1903 году был назначен помощником начальника 1-й московской губернской тюрьмы, в 1904-м — помощником начальника Московской пересыльной тюрьмы. В феврале 1906 года стал земским начальником 8-го участка Инкерманского уезда Бессарабской губернии. Женился на Софье Васильевне Бонашевской, от которой у него было двое детей. Умер от тяжёлой болезни.
  - Вячеслав Евгеньевич Трояновский (1879 — после 1920). Российский военный, кавалерист. Участник Первой мировой войны; сотник Татарского конного полка Кавказской туземной конной дивизии («Дикой дивизии»). Один из шести офицеров Татарского конного полка, удостоенных ордена Святого Георгия 4-й степени (1916). Участник Гражданской войны на стороне белых.
- Племянники:
  - Анна Ивановна Трояновская (1885—1977), певица, художница, педагог общеобразовательных школ.
  - Михаил Константинович Трояновский (1889—1964), российский и советский аптекарь и самодеятельный актёр (до 1934), советский профессиональный актёр (с 1934).
- Внуки:
  - Евгений Владимирович Трояновский (26 апреля 1904 — декабрь 1941).
  - Андрей Владимирович Трояновский (8 августа 1905 — после 1943).
- Правнуки:
  - Феликс Евгеньевич Трояновский (начало 1930-х — 2002).
  - Игорь Евгеньевич Трояновский (1937—1995), советский и российский учёный в области механики.

## Участие в общественных организациях
- Член Общества помощи бедным (с 1886)[5]
- Член правления Попечительства на Работным домом (с 1894)
- Член совещательного отдела (с 1893), уполномоченный (с 1894), пожизненный действительный член (с 1896) Калужского отдела Императорского православного палестинского общества[6]
- Член совета Калужского общества ревнителей о народном благе в память 1812 года (1911—1917)[7]
- Директор Калужского тюремного комитета
- Пожизненный член Общества восстановления православного христианства на Кавказе
- Почётный член Российского общества покровительства животных
- Член совета Калужского общества сельского хозяйства
- Член совета Отдела попечительства Государыни Императрицы Александры Фёдоровна о глухонемых
- Член управления Российского общества Красного Креста
- Активно участвовал в первой всеобщей переписи населения Российской империи 1897 года, за что получил благодарность от императора Николая II

## Награды и почётные звания
- Орден Святого Станислава II степени
- Орден Святого Станислава III степени (1881)
- Орден Святой Анны II степени
- Орден Святой Анны III степени
- Орден Святого Владимира IV степени
- Почётный гражданин города Калуги[8]

## Память

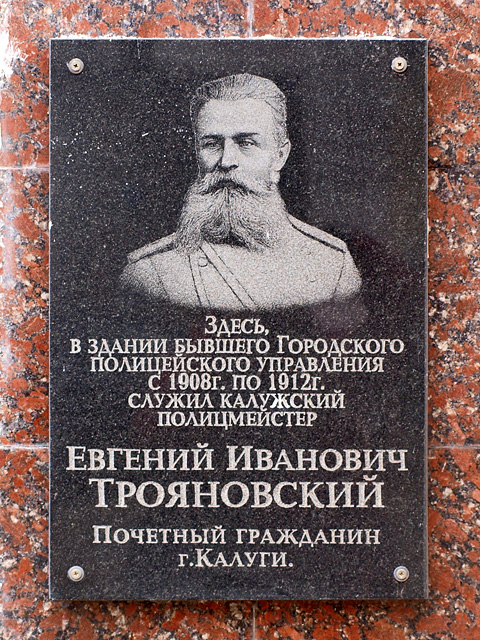
Мемориальная доска Евгению Ивановичу Трояновскому в Калуге

13 ноября 2008 года в Калуге на здании Управления судебного департамента в Калужской области (бывшее здание полицейского управления города Калуги; современный адрес: улица Луначарского, дом 42/9) установлена мемориальная доска Евгению Трояновскому.